# Kebapetse Gaseitsiwe
Kebapetse Gaseitsiwe, född 14 november 1966, är en friidrottare från Botswana. Han deltog vid olympiska sommarspelen 1988 och olympiska sommarspelen 1992.